# Nada (Danzhou)
Nada léase Na-Dá (en chino:那大镇,pinyin:Nàdà zhén) es un poblado bajo la administración directa de la ciudad-prefectura de Danzhou, provincia de Hainan, sur de la República Popular China. La ciudad yace en una llanura con una altitud promedio a 168 m s. n. m. que es bañada por el río Beimen (北门江). El poblado se estableció hace más de 400 años y ha sido la sede administrativa de Danzhou. Con cerca de 40 km² es el mayor centro urbano en el interior de la isla, conocido como Condado Dan hasta 1958. Su área total es de 238 km² y su población proyectada para 2012 fue de 216 600 habitantes.

## Administración
A 2013 el poblado de Nada se divide en  11 comunas, 21 aldeas, y 8 granjas.
Redacción Ciencia, 16 nov (EFE).- El administrador de la NASA, Bill Nelson, señaló que “la falta de transparencia” del programa espacial chino dificulta la cooperación con ese país: lo esperaría “pero no veo evidencias”, dijo.
Nelson hizo estas declaraciones en la rueda de prensa posterior al lanzamiento de la misión Artemis I. Cuando la prensa le preguntó por las relaciones de la agencia espacial estadounidense y China, añadió: “me gustaría tener un punto de vista más optimista”.
Como ejemplo de la “falta de transparencia” de China, Nelson mencionó el episodio del pasado 4 de noviembre cuando los restos del cohete que transportaba el laboratorio Mengtian de la estación espacial china reentraban sin control a la Tierra.

## Historia
Nada fue fundada hace más de 400 años con la fusión de las aldeas de Nanian (那 念) y Datong (大同). El nombre Nada se formó a partir de los dos primeros sinogramas de los dos pueblos. A principios de la década de 1950, Nada formaba parte del séptimo distrito del condado Dan. El condado de Nada se estableció en mayo de 1957, con la ciudad Nada como sede. En diciembre de 1958, el condado Nada se fusionó con el condado Dan, pero la sede del condado de Dan se trasladó de Xinzhou a la ciudad de Nada. La ciudad se llamó Comuna Nada de 1958 a 1981, y sus alrededores se dividieron como Comuna de Qianjin (más tarde Distrito de Qianjin) en 1977, pero se fusionaron nuevamente en Nada en 1987. Los misioneros cristianos estadounidenses llamaron a la ciudad Nodoa y establecieron una estación allí en 1888. 

## Clima
| Parámetros climáticos promedio de Nada (1971-2000) | Parámetros climáticos promedio de Nada (1971-2000) | Parámetros climáticos promedio de Nada (1971-2000) | Parámetros climáticos promedio de Nada (1971-2000) | Parámetros climáticos promedio de Nada (1971-2000) | Parámetros climáticos promedio de Nada (1971-2000) | Parámetros climáticos promedio de Nada (1971-2000) | Parámetros climáticos promedio de Nada (1971-2000) | Parámetros climáticos promedio de Nada (1971-2000) | Parámetros climáticos promedio de Nada (1971-2000) | Parámetros climáticos promedio de Nada (1971-2000) | Parámetros climáticos promedio de Nada (1971-2000) | Parámetros climáticos promedio de Nada (1971-2000) | Parámetros climáticos promedio de Nada (1971-2000) |
| Mes                                                | Ene.                                               | Feb.                                               | Mar.                                               | Abr.                                               | May.                                               | Jun.                                               | Jul.                                               | Ago.                                               | Sep.                                               | Oct.                                               | Nov.                                               | Dic.                                               | Anual                                              |
| -------------------------------------------------- | -------------------------------------------------- | -------------------------------------------------- | -------------------------------------------------- | -------------------------------------------------- | -------------------------------------------------- | -------------------------------------------------- | -------------------------------------------------- | -------------------------------------------------- | -------------------------------------------------- | -------------------------------------------------- | -------------------------------------------------- | -------------------------------------------------- | -------------------------------------------------- |
| Temp. máx. media (°C)                              | 23.3                                               | 23.7                                               | 26.3                                               | 29.9                                               | 31.9                                               | 32.3                                               | 32.2                                               | 31.8                                               | 31.2                                               | 29.5                                               | 27.1                                               | 24.3                                               | 28.6                                               |
| Temp. media (°C)                                   | 19.0                                               | 19.8                                               | 22.4                                               | 26.2                                               | 28.7                                               | 29.4                                               | 29.3                                               | 28.8                                               | 27.6                                               | 25.8                                               | 23.0                                               | 20.0                                               | 25.00                                              |
| Temp. mín. media (°C)                              | 15.9                                               | 17.1                                               | 19.6                                               | 23.2                                               | 25.7                                               | 26.8                                               | 26.6                                               | 26.0                                               | 24.7                                               | 23.0                                               | 19.9                                               | 16.9                                               | 22.1                                               |
| Lluvias (mm)                                       | 7.6                                                | 14.2                                               | 17.4                                               | 30.0                                               | 88.3                                               | 146.8                                              | 140.2                                              | 176.2                                              | 170.9                                              | 129.3                                              | 26.5                                               | 13.9                                               | 961.3                                              |
| Días de lluvias (≥ 0.1 mm)                         | 3.6                                                | 4.9                                                | 5.0                                                | 5.5                                                | 7.2                                                | 7.5                                                | 7.8                                                | 11.5                                               | 13.3                                               | 11.5                                               | 4.6                                                | 3.3                                                | 85.7                                               |
| Horas de sol                                       | 06522133.555528452                                 | 147.6                                              | 185.3                                              | 213.9                                              | 270.6                                              | 244.2                                              | 263.5                                              | 236.1                                              | 217.2                                              | 211.2                                              | 202.2                                              | 187.0                                              | 2558.0                                             |
| Humedad relativa (%)                               | 81                                                 | 83                                                 | 82                                                 | 79                                                 | 77                                                 | 77                                                 | 77                                                 | 80                                                 | 82                                                 | 81                                                 | 77                                                 | 77                                                 | 79.4                                               |
| Fuente: China Meteorological Administration        |                                                    |                                                    |                                                    |                                                    |                                                    |                                                    |                                                    |                                                    |                                                    |                                                    |                                                    |                                                    |                                                    |

## Idioma
El dialecto de la ciudad es el habla de Danzhou (儋州话), conocido localmente como el habla de la aldea (乡话) y cuenta con un estimado de 400.000 personas,pertenece al Chino cantonés.